# フランスの企業一覧
フランス企業一覧（フランスきぎょういちらん）は、フランスに本拠を持つ企業を50音順に配列したものである。

## フランス企業一覧

### ア行
- アクサ
- アコー (ホテル)
- アシェット・フィリパッキ・メディア
- アタリ (ゲーム)　(旧インフォグラム)
- アルカテル
- アルストム (機械)
- アルデバランロボティクス
- アレヴァ (原子力)
- イヴ・サンローラン (小売)
- インドスエズ銀行
- ヴァレオ
- ヴァン・クリーフ&アーペル
- ヴィヴェンディ
- ヴェオリア・エンバイロメント
- ウォーターマン (小売)
- ヴォクサン
- エアバス (航空機)
- エア・リキード（日本エア・リキード）
- エーグル (企業)
- エールフランス (空運)
- エールフランス‐KLM
- S.T.デュポン (小売)
- エディアール
- MBK
- エルキュイ
- LVMH
- エルメス (小売)
- エンジー (エネルギー、旧GDFスエズ)
- Orange (通信、旧フランステレコム)

### カ行
- カナル＋
- ガリマール出版社
- カルティエ (小売)
- カルフール (小売)
- キャシャレル
- ギャラリー・ラファイエット
- クラブメッド（日本名：地中海クラブ）
- クラランス
- クリストフル (小売)
- クリュッグ
- グループユーロトンネル
- クレディ・アグリコル
- ゲラン (小売)
- ケリング
- ゴディエ・ジュヌー
- ゴヤール

### サ行
- サイドバイク
- サノフィ・アベンティス（旧サノフィ・サンテラボ+旧アベンティス ファーマ）
- サフラングループ
- サンゴバン
- シェルコ
- シップ・アニメーション
- シトロエン (自動車)
- シャネル (小売)
- ジャンヌアルテス
- シュナイダーエレクトリック
- シュルンベルジェ (資源)
- ショーメ (小売)
- スネクマ
- スコルパ
- セブ
- ソシエテ・ジェネラル (銀行)
- ソレイアード

### タ行
- ダッソー (航空機)
- ダノン (食品)
- ディオール (小売)
- トタル (石油)
- トムソン (製造)

### ハ行
- バカラ (小売)
- パブリシス
- ビック (小売)
- ビベンティ・ユニバーサル（旧ビベンティ）
- ピペ・エドシック
- ピュフォルカ
- ブイグ
- フォション (小売)
- ブシュロン
- プジョー (自動車)
- フランス銀行
- フランス郵政公社
- プランタン百貨店
- ベネトウ
- ペルノ・リカール
- ポメリー

### マ行
- ミシュラン (化学)
- モエ・ヘネシー (小売)
- モノプリ (小売）

### ユ行
- ユーテルサット
- ユニック（現イヴェコ）

### ラ行
- ラガルデール
- ラファージュ
- ラフリー (自動車)
- ランコム (小売)
- ランセル (小売)
- ルイ・ヴィトン (小売)
- ルー・マルキャン
- ルコック (スポーツ用品)
- ルノー (自動車)
- レイモン
- ロクシタン (小売)
- ロシニョール (スポーツ用品)
- ロディア
- ローラン・ペリエ
- ロレアル (小売)

### ワ行
- ワコックス